# Epeiromulona venezuelensis
Epeiromulona venezuelensis là một loài bướm đêm thuộc phân họ Arctiinae, họ Erebidae.